# Arturs Krišjānis Kariņš
Arturs Krišjānis Kariņš (født 13. december 1964 i Wilmington, Delaware, USA) er en lettisk-amerikansk politiker, der var Letlands ministerpræsident fra 2019 til 2023. Han er fra september 2023 Letlands udenrigsminister. Kariņš er uddannet lingvist og har været aktiv som forretningsmand. Han er tidligere økonomiminister og tidligere medlem af Europa-Parlamentet. Kariņš blev født i Wilmington, Delaware i USA, da hans forældre var flygtet fra den sovjetiske besættelse. Han var i sin ungdom aktiv i det lettisk-amerikanske mindretalsfællesskab i og omkring Delaware.
Efter at have færdiggjort en bachelor og ph.d. i lingvistik ved University of Pennsylvania flyttede Kariņš til Letland i 1997 og grundlagde et selskab, der specialiserede sig i frosne fødevarer. Han var blandt grundlæggerne af partiet Ny Tid i 2002. Partiet fusionerede i 2011 med andre centrum-højre-partier og dannede partiet Vienotība.
Efter at have tjent som medlem af Letlands parlament, Saeima, samt som økonomiminister og som medlem af Europa-Parlamentet gennem 2000'erne og -10'erne blev Kariņš valgt som Vienotības ministerpræsidentkandidat til parlamentsvalget i 2018. Ved valget blev Vienotība det mindste parti i parlamentet. Efter flere måneders forhandlinger, hvor lederne af de større partier ikke kunne forme en koalition, blev Kariņš i januar 2019 nomineret af præsidenten Raimonds Vējonis som en kompromiskandidat til at danne en regering. Han tiltrådte den 23. januar 2019 og overlevede et mistillidsvotum med 58-33 stemmer den 11. april 2019.

## Opvækst og ungdom
Kariņš blev født i Wilmington, i delstaten Delaware i USA i en lettisk-amerikansk familie. Hans forældre var begge flygtet fra Letland efter Sovjetunionens besættelse i 1944 og voksede begge op, mødtes og blev gift i Sverige før de sammen emigrerede til USA. Hans far, Uldis, var civilingeniør grundlagde et selskab i Delaware, der senere opkøbte andre selskaber i de Midt-Atlantiske delstater i USA.
Ifølge Kariņš var han og hans storesøster de to eneste etniske lettere i deres skole. Hans familie var aktiv i Delawares lettiske mindretalsfællesskab og gik regelmæssigt i lettisk kirke, gik i søndagsskole, sang i lettiske kor samt deltog i, og senere arbejdede ved, lettiske sommerlejre. Op gennem hans ungdom spillede Kariņš guitar og trommer med hans lettiske venner i et band, der rejste rundt i USA og spillede ved begivenheder som bryllupper. Han deltog også i demonstrationer i Washington, D.C. mod den sovjetiske besættelse af Letland. Kariņš besøgte Letland for første gang i 1984 og brugte flere somre der inden han flyttede permanent til landet i 1997.

## Uddannelse og erhvervskarriere
Efter at have gennemført high school studerede Kariņš ved det lettiske gymnasium i Münster i Tyskland i 1983. En af hans lærere var Egils Levits, der i 2019 blev valgt som Letlands præsident, blot få måneder efter Kariņš blev ministerpræsident. Fra 1984 til 1986 studerede han ved St. John's College i Annapolis, Maryland før han skiftede til lingvistik ved University of Pennsylvania, hvor han dimitterede summa cum laude i 1988.
I 1990 modtog han et stipendium fra den amerikanske stat til at modtage russisk-timer i Leningrad, og i 1994 modtog han endnu et statssponsoreret stipendium – denne gang til at studere ordaccenter og være gæsteunderviser i sociolingvistik ved Letlands Universitet.
I 1996 færdiggjorde Kariņš en ph.d. i lingvistik fra University of Pennsylvania og specialiserede sig i automatisk stemmegenkendelse.
Kort efter flyttede han til Letland, hvor han havde til hensigt at undervise i sprog, men blev nægtet en lærerposition som akademiker grundet manglende undervisningserfaring. Ifølge Kariņš var hans negative oplevelser med at arbejde med det lettiske bureaukrati under hans tid i erhvervslivet hans oprindelige inspiration til at træde ind i lettisk politik. Han var også kortvarigt, fra 1999 til 2000, formand for et bil- og kontorforsyningsselskab kaldet Formula.

## Politisk karriere

### Ny Tid, medlem af Saeima og økonomiminister
I de tidligere 2000'ere inviterede Einars Repše Kariņš til at deltage i grundlæggelsen af partiet Ny Tid, og Kariņš hjalp med at skrive partiets oprindelige partiprogram. Han blev valgt til Saeima for partiet i oktober 2002. Ved samme valg blev Ny Tid det største parti i Saeima med 26 ud af 100 pladser. Under sin tid i Saeima tjente han som medlem af uddannelses-, kultur- og videnskabskomitéerne. Han var derudover gruppeformand for Ny Tids parlamentargruppe fra 2002 til 2004.
Efter fratrædelsen af ministerpræsidenten Einars Repše i starten af 2004 blev Kariņš nævnt som værende en mulig kandidat til at blive den nye ministerpræsident. Han blev dog fravalgt af præsidenten Vaira Vīķe-Freiberga tl fordel for Indulis Emsis og igen til fordel for Aigars Kalvītis efter Emsis' fratrædelse få måneder senere. Han blev i stedet økonomiminister i Kalvītis' første regering fra december 2004 til april 2006. Ifølge Kariņš selv havde han et stridbart forhold til Kalvītis under hans tid som minister I april 2006 blev Kariņš truet med retsforfølgelse efter et forhold, han havde haft til et selskab, der angiveligt havde misbrugt EU-midler. Selvom Kariņš i første omgang nægtede at træde tilbage forlod hele Ny Tid-partiet regeringen den 6. april 2006 grundet en igangværende konflikt med Kalvītis og hans parti, Folkepartiet.
Kariņš blev genvalgt til Saeima den 7. oktober 2006. Selvom Ny Tid vandt en delt andenplads sammen med De Grønnes og Bøndernes Forbund med 18 mandater gik partiet ikke med i Kalvītis' koalition og forblev derimod i opposition. I marts 2007 blev Kariņš én af to medformænd af Ny Tid sammen med Einars Repše. Da Ny Tid stemte for at fusionere med Vienotība blev Kariņš medlem af Vienotība. I juli 2017 kritiserede han fem medlemmer af Saeima, der forlod Vienotība for at blive medlemmer af det nye AP!-parti, for primært at foretage partihoppet grundet deres chancer for at blive genvalgt. Han indikerede samtidig, at han selv ikke ville forlade partiet så længe hans "værdier ikke havde ændret sig." Han forblev medlem af partiet, da det i april 2018 skiftede navn til Jaunā Vienotība.

### Medlem af Europa-Parlamentet
I juli 2009 blev Kariņš medlem af Europa-Parlamentet. Han var medlem af Komitéen for Industri, Forskning og Energi samt afløser i Komitéen for Økonomi og Monetære Anliggender og Specialkomitéen for Skatteafgørelser og Andre Lignende Foranstaltninger i Karakter eller Effekt. I parlamentet var han medlem af EPP-gruppen, der på dette tidspunkt var den største gruppe i parlamentet. Han var også medlem af Reconciliation of European Histories Group. Kariņš blev genvalgt til Europa-Parlamentet ved Europa-Parlamentsvalget i 2014.
I et interview i maj 2015 argumenterede Kariņš for Letlands accept af deres kontroversielle kvote af flygtninge foreslået af EU for at lindre Flygtningekrisen i Europa. Han sagde, at Letland i fremtiden ville forvente hjælp fra andre EU-lande, hvis en potentiel krise ville føre til større mængder ukrainske migranter.
Ved overtagelsen af ministerpræsidentposten overtog Aleksejs Loskutovs hans plads i Europa-Parlamentet.

### Kandidatur til ministerpræsidentposten i 2018
Den 23. april 2018 blev det annonceret, at Kariņš skulle være Vienotības kandidat til ministerpræsidentposten til parlamentsvalget i 2018. Han valgte ikke at stille op til Saeima men derimod fokusere på at beholde sin plads i Europa-Parlamentet. Under annonceringen af hans kandidatur til ministerpræsidentposten kaldte han den siddende regering, ledet af Māris Kučinskis fra Liepāja-partiet, for "tåbelig" selvom fem af de tretten ministre var partifæller fra Vienotība. Selvom meningsmålinger så sent som i juli forudså, at Vienotība ikke ville nå spærregrænsen på 5%, der skulle til for at blive valgt til Saeima, var partiet i stand til at opnå et comeback og blev ved valget den 6. oktober valgt som det mindste af syv partier med blot 6,7% og otte mandater.
Den 7. januar 2019 fik han mandat af den daværende præsident, Raimonds Vējonis, til at danne den næste regering efter de tidligere nominerede Jānis Bordans og Aldis Gobzems var mislykkedes i en stadigt fortsættende forhandlingsproces. Under accepten af nominationen annoncerede Kariņš, at hans regerings prioriteter ville inkludere reformer i finans- og uddannelsessektoren, anti-korruptionsforanstaltninger samt afvikling af et kontroversielt tilskud til grøn energi, der var blevet misbrugt af selskaber i forgangne år.
Ventspils' borgmester Aivars Lembergs opfordrede Kariņš, der er statsborger i både USA og Letland, til at opgive sit amerikanske statsborgerskab mens han var ministerpræsident, men nægtede at gøre det.
Kariņš tiltrådte som ministerpræsident den 23. januar 2019. Han ledte en bred centrum-højre-koalition bestående af fem konservative og liberale partier: Hvem tilhører staten?, JKP, Attīstībai/Par!, Nationalalliancen og Jaunā Vienotība. De Grønnes og Bøndernes Forbund samt det socialdemokratiske Harmoni gik i opposition sammen med løsgængeren Julija Stepanenko.

### Europa-Parlamentsvalget i 2019
Kariņš ledte hans parti til Europa-Parlamentsvalget 2019 i Letland. Hans parti mistede halvdelen af deres mandater og gik fra 4 til 2 mandater.

## Ministerpræsident (2019–2023)
Under hans bekræftelsesceremoni lovede Kariņš, at hans regering ville være "evolutionær, ikke revolutionær," og annoncerede et syv-punkts program, der prioriterede reform i finanssektoren, implementeringen af anti-korruptionsforanstaltninger, fortsættelse af Kučinskis-regeringens uddannelsesreform, forbedring men ikke gennemgribende ændring af sundhedssystemet, afskaffelse af det kontroversielle statstilskud til grøn energi, reducering af antallet af administrative enheder samt adressering af "demokratiske udfordringer." Den 5. april støttede han Juris Pūce, daværende minister for miljøbeskyttelse og regional udvikling, i hans beslutning om at afskedige den siddende borgmester i Riga, Nils Ušakovs, som følge af flere lovovertrædelser.
17. august 2023 indgav Kariņš sin afskedbegæring som ministerpræsident hvorefter hans regering fortsatte som et forretningsministerium. Regeringen gik af 15. september og blev afløst af en ny regering med Evika Siliņa som ministerpræsident.

### Indenrigspolitik

#### Reform i finanssektoren
Den 13. juni 2019 godkendte Saeima de foranstaltninger, der tillod lettiske institutioner at implementere FN-sanktioner hurtigere, der reducerede Kommissionen for finans- og kapitalmarkederne fra fem medlemmer til blot tre og gjorde, at det var Saeima, der skulle udpege disse tre medlemmer til deres positioner i kommissionen. Kommissionens formand Peters Putniņš protesterede imod foranstaltningerne, da de effektivt ville give politikere større kontrol over hvad skulle være en apolitisk regulerende enhed.

#### Uddannelse
Ved hans udnævnelse som ministerpræsident annoncerede Kariņš, at hans regering ville fortsætte med implementeringen af reformer af uddannelsessystemet, der var blevet planlagt af den tidligere regering ledet af Māris Kučinskis. Disse reformer inkluderede en reorganisering og nedlægning af skoler med et lavt antal studerende samt den gradvise transition til undervisning udelukkende på lettisk på alle offentlige gymnasier og nye kompetencebaserede pensum-standarder.
Den 7. februar 2019 annoncerede Kariņš, at der ikke ville blive nogen lønforhøjelser til lærere i 2019, som ellers tidligere var blevet lovet gennem en tidsplan, der var blevet aftalt mellem lærernes fagforening og Kučinskis regering. Dette ledte til blokadeprotester den 20. marts samme år, samt en trussel om en ubegrænset strejke senere det år. Under et interview den 28. februar udtrykte Kariņš et ønske om at hæve læreres løn uden at hæve skatten og i stedet finde pengene ved at nedlægge skoler med et lavt antal studerende. Den 30. marts udtalte uddannelsesministeren Inga Šuplinska, at de penge, der skulle finansiere lærernes lønforhøjelser kunne være fundet inden midten af maj.
I april 2019 annoncerede Kariņš' regering et forslag for fire trin af et minimum antal studerende for skoler baseret på kommunens størrelse og lokation. Ifølge Šuplinska ville omtrent halvdelen af Letlands skoler ikke møde minimumskravene under planen.
Den 23. april 2019 besluttede Letlands Forfatningsdomstol, at den planlagte transition til lettisk som det eneste sprog, der undervises på i Letland, ikke stred mod forfatningen.

#### Sundhedsreform
I februar 2019 annoncerede Kariņš' regering, at den ville opgive "to-kurvs-systemet" til finansiering af sundhedssystemet. Dette system var begyndt implementeret af Kučinskis' regering, og det ville have gjort, at fuld adgang til det offentligt sponsorerede sundhedssystem kun var tilgængeligt for folk, der betalte sociale kontributionsskatter. Regeringen annoncerede i april 2019 at både sundhedssystemet og skattekoder ville blive reformeret i 2021.

#### Tilskud til grøn energi
Den 11. april 2019 overlevede Kariņš et mistillidsvotum ledet af Aldis Gobzems, en løsgænger, der tidligere havde været ministerpræsidentkandidat for partiet Hvem tilhører staten?, for ikke at adlyde Saeimas krav om, at hans regering skulle ophæve tilskuddet til grøn energi inden slutningen af marts. Samme dag lovede han i et telefoninterview med Latvijas Radio, at han ville ophæve tilskuddet indenfor en rimelig tidsperiode. Han argumenterede for, at økonomiministeren Ralfs Nemiro, Gobzems' tidligere partifælle, allerede havde udgivet en rapport der beviste, at det lovmæssigt ville være umuligt at ophæve tilskuddet inden slutningen af marts.

#### Reform af administrative distrikter
Den 9. april annoncerede minister for miljøbeskyttelse og regional udvikling Juris Pūce en kontroversiel plan for en reduktion af antallet af administrative distrikter fra 119 til 35 samt eliminering af særstatussen for de alle de ni såkaldte republikanske byer (lettisk: Republikas pilsētas) på nær hovedstaden Rīga. Regeringen prøvede at forhindre byen Ikšķile i at gennemføre en meningsmåling om borgernes holdninger om reformen med begrundelsen, at kommuner kun havde lovmæssig ret til at holde offentlige debatter om kommunale anliggender, men meningsmålingen blev gennemført, og 98,45% af alle respondenter var imod reformen.

### Udenrigspolitik
Ligesom hans forgængere har Kariņš betonet, at han vil føre en vestlig-orienteret udenrigspolitik og har udtrykt bekymringer om Ruslands udenrigspolitiske intentioner. Den 7. januar 2019 annoncerede han, at partifællen Edgars Rinkēvičs, der allerede dengang havde været Letlands længst siddende udenrigsminister, og som havde arbejdet under ministerpræsidenterne Valdis Dombrovskis, Laimdota Straujuma og Māris Kučinskis, ville fortsætte i rollen som udenrigsminister.
Den 8. februar aflagde han sit første officielle statsbesøg – til nabolandet Estland – hvor han understregede vigtigheden af forholdet mellem de to nationer.
Under hans første officielle besøg i Bruxelles den 22. februar 2019 forsikrede Kariņš, at Letland ville vedligeholde en "euro-atlantisk kurs" og at Brexit-forhandleren Michel Barnier havde hans fulde støtte. Han adresserede Europa-Parlamentet den 17. april og argumenterede for, at det var "nytteløst" at bekæmpe den stigende populisme, og at det var nødvendigt at forstå hvorfor folk lyttede til populisters løfter.
Under et møde med andre EU-ledere i byen Sibiu i Rumænien udtrykte Kariņš sin støtte til Spitzenkandidat-processen, der var blevet brugt til udvælgelsen af Europa-Kommissionsformanden i 2014, og som var blevet kritiseret af andre ledere, herunder Frankrigs præsident Emmanuel Macron og Litauens præsident Dalia Grybauskaitė. Sammen med Kroatiens ministerpræsident Andrej Plenković repræsenterede Kariņš de regeringer, der var ledet af centrum-højre regeringer fra EPP i forhandlingerne om fordelingen af diverse topposter i EU efter Europa-Parlamentsvalget i 2019, herunder poster til Det Europæiske Råd, Europa-Kommissionen og Den Europæiske Centralbank.

## Privatliv
Kariņš er gift med familielægen Anda Kariņa og har fire børn: Otomārs Krišjānis, Kārlis Vilhelms, Māra Aleksandra og Anna.
I marts 2019 bad Saeima-medlemmet Aldis Gobzems de retshåndhævende myndigheder om at efterforske en ejendomstransaktion mellem Kariņš og Kariņa på den ene side og russiske statsborgere, der var involveret med Gazprom og Moskvas regering på den anden. Gobzems påstod, at Kariņš kunne være involveret i hvidvaskning og skattesvig. Den 18. maj 2019 annoncerede det lettiske politi, at de ikke ville igangsætte en straffesag efter ikke at have fundet nogen tegn på ulovlige forseelser.
Udover lettisk og engelsk taler Kariņš flydende tysk samt noget fransk og russisk.